# Vasco Pratolini
Vasco Pratolini (* 19. Oktober 1913 in Florenz; † 12. Januar 1991 in Rom) war ein italienischer Schriftsteller und Drehbuchautor. Seine Romane und Erzählungen gehören zum literarischen Neorealismus.

## Leben
Pratolini wuchs im volkstümlichen Viertel um die Kirche Santa Croce in Florenz auf, in dem später viele seiner Romane spielen. Da seine Mutter früh starb und sein Vater als Soldat im Ersten Weltkrieg diente, lebte er bei seinen Großeltern und arbeitete schon früh in verschiedenen Berufen, darunter als Straßenverkäufer, Kellner und Arbeiter in einer Druckerei. Sein schriftstellerisches Interesse wurde durch ausgiebige Lektüre geweckt, er benannte später Dostojewski und Alfred Döblin als seine wichtigsten Einflüsse.
Durch seine Kontakte zu dem Maler Ottone Rosai und dem Schriftsteller Elio Vittorini kam er mit dem literarischen Ambiente von Florenz in Berührung und begann ab 1934 zunächst für die Zeitschrift Bargello, dann für Letteratura über Politik und Literatur zu schreiben. 1935 bis 1936 war er wegen einer Tuberkuloseerkrankung in einem Sanatorium. 1937 veröffentlichte er in der Zeitschrift Letteratura seine erste Erzählung Prima vita di sapienza. 1938 gründete er mit Alfonso Gatto die der literarischen Strömung des Ermetismo nahestehende Zeitschrift Campo di Marte, die 1939 vom faschistischen Regime verboten wurde.

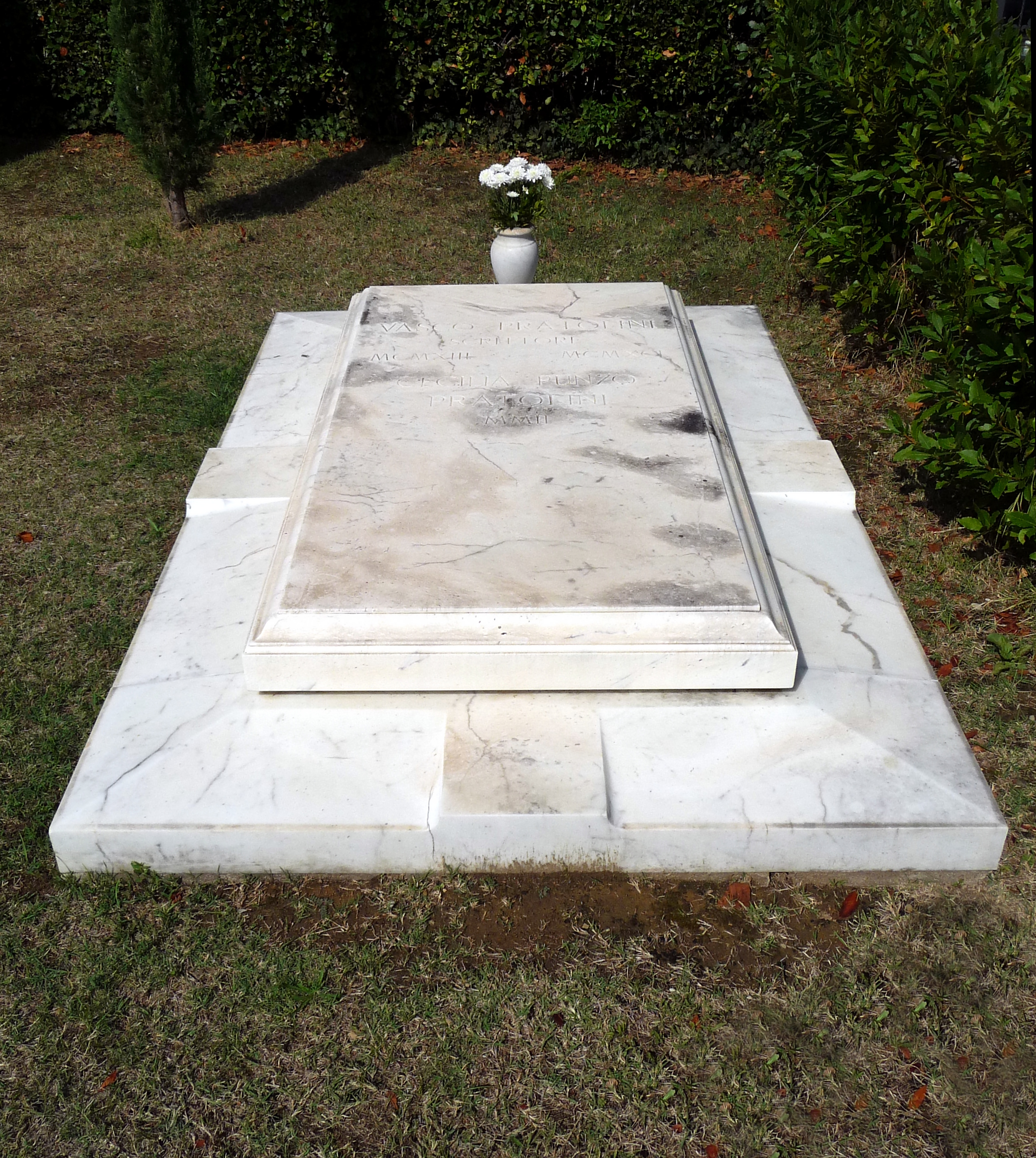
Grab von Vasco Pratolini in Florenz

Ab 1941 war Pratolini in Rom beim italienischen Bildungsministerium angestellt. Im gleichen Jahr veröffentlichte er seinen ersten Erzählband Il tappeto verde. Bis zum Ende des Krieges arbeitete er auch als Journalist und Lehrer in Mailand und Neapel. Nachdem er noch als Jugendlicher mit dem Faschismus sympathisiert hatte, nahm er unter dem Decknamen Rodolfo Casati aktiv an der römischen Resistenza teil, und stand nach dem Krieg dem PCI nahe.
Ab 1951 wohnte er dauerhaft in Rom. 1957 wurde er mit dem Antonio-Feltrinelli-Preis ausgezeichnet. Vasco Pratolini starb 1991, nachdem er nahezu 25 Jahre keine Werke mehr veröffentlicht hatte. Er ist auf dem Cimitero delle Porte Sante in Florenz begraben.

## Werk
Pratolinis schriftstellerischer Erfolg begann gleich nach dem Krieg mit den Romanen Il Quartiere (1945), Cronache di poveri amanti (1947) und Cronaca familiare (1947). 1955 erschien Metello, für den Pratolini mit dem Premio Viareggio ausgezeichnet wurde. Mit den Romanen Lo scialo (1960) und Allegoria e derisione (1966) bildet Metello die Trilogie Una storia Italiana. Für Lo scialo erhielt er 1961 den Premio Veillon.
Pratolini beschreibt in seinen autobiographisch beeinflussten Romanen oft einfache, private Geschichten, die mit den politischen Zeitströmungen und dem Krieg verwoben sind. Den Hintergrund bilden die Viertel und Straßenzüge des Florenz der einfachen Leute, Arbeiter und Kleinbürger.
Mehrere Romane von Vasco Pratolini wurden verfilmt. Er selbst arbeitete an Drehbüchern mit, so zusammen mit Federico Fellini an Paisà von Roberto Rossellini, Appunti su un fatto di cronaca und Rocco e i suoi fratelli, beide von Luchino Visconti, sowie Le quattro giornate di Napoli (Die vier Tage von Neapel) von Nanni Loy. Letzteres Drehbuch wurde 1964 für den Oscar nominiert.

## Bibliographie
- Il tappeto verde, 1941 (dt.: Der grüne Teppich, 1991)
- Via de' magazzini, 1942
- Le amiche, 1943
- Il Quartiere, 1945 (dt.: Die aus Santa Croce, 1967; Das Quartier, 1988)
- Cronaca familiare, 1947 (dt.: Geheimes Tagebuch, 1967; Chronik einer Familie, 1988)
- Cronache di poveri amanti, 1947 (dt.: Chronik armer Liebesleute, 1949)
- Mestiere da vagabondo, 1947
- Un eroe del nostro tempo, 1949 (dt.: Schwarze Schatten, 1957)
- Le ragazze di Sanfrediano, 1949 (dt.: Die Mädchen von Sanfrediano, 1990)
- La domenica della povera gente, 1952
- Lungo viaggio di natale, 1954
- Il mio cuora a Ponte Milvio, 1954
- Metello, 1955 (dt.: Metello, der Maurer, 1957)
- Diario sentimentale, 1956
- Lo scialo, 1960
- La costanza della ragione, 1963 (dt.: In den Straßen von Florenz, 1968)
- Allegoria e derisione, 1966
- La mia città ha trent'anni, 1967
- Il mantello di Natascia, 1985

## Filmografie (Auswahl)
Drehbuch
- 1946: Paisà
- 1953: Ein Sonntag in Rom (La domenica della buona gente)
- 1960: Das Haus in der Via Roma (La viaccia)
- 1960: Un Eroe del nostro tempo – Regie: Sergio Capogna
- 1962: Die vier Tage von Neapel (Le quattro gionate di Napoli)

Literarische Vorlage
- 1954: Chronik armer Liebesleute (Cronache di poveri amanti) – Regie: Carlo Lizzani
- 1955: Die schönen Mädchen von Florenz (Le ragazze di Sanfrediano) – Regie: Valerio Zurlini
- 1962: Tagebuch eines Sünders (Cronaca familiare) – Regie: Valerio Zurlini
- 1964: Unter dem Himmel von Florenz (La costanza della ragione) – Regie: Pasquale Festa Campanile
- 1970: Metello – Regie: Mauro Bolognini
- 1973: Tagebuch eines Italieners (Diario di un italiano)